# Dieser Augenblick
Dieser Augenblick ist ein Lied des deutschen Musikers José Alvarez-Brill aus dem Jahr 2010, in Zusammenarbeit mit dem deutschen Synthiepop-Sänger Peter Heppner.

## Entstehung und Artwork
Geschrieben wurde das Lied gemeinsam von José Alvarez-Brill und Peter Heppner. Alvarez-Brill zeichnete zudem alleine auch für die Produktion verantwortlich. Die Aufnahmen fanden dabei in seinen Berliner Pleasurepark Studios statt.
Auf dem Frontcover der Single ist ein Bild vom Abend des Mauerfalls zu sehen. Es zeigt viele Menschen, die mit einer Kerze in der Hand auf der Berliner Mauer, vor dem Hintergrund des Brandenburger Tors, sitzen.

## Veröffentlichung
Die Erstveröffentlichung von Dieser Augenblick erfolgte als Single am 10. September 2010. Diese erschien als Einzeldownload bei Warner Bros. Records. Warner war zugleich für den Vertrieb zuständig, während das Lied durch Edition Pleasure Park, den Hanseatic Musikverlag sowie den pH-Werk Musikverlag verlegt wurde.
Am 13. September 2010 diente das Lied als Titelsong zur MDR-Dokumentation Damals nach der DDR.

## Hintergrund
Bei Dieser Augenblick handelt es sich nicht um die erste Zusammenarbeit zwischen Alvarez-Brill und Heppner. In der Vergangenheit war Alvarez-Brill oft als Produzent für Heppners ehemaliges Bandprojekt Wolfsheim tätig. Auch als Solokünstler produzierte er bereits im Vorfeld einige Gastauftritte Heppners. So produzierte er unter anderem im Jahr 1998 die Single Die Flut von Heppner und Joachim Witt. Im Oktober 2005 erschien mit Vielleicht? bereits eine gemeinsame Promo-Single der beiden. Bei Dieser Augenblick handelte es sich um die einzige offizielle Singleveröffentlichungen in Alvarez-Brills Karriere.
Der Titel Dieser Augenblick wurde von Alvarez-Brill und Heppner eigens für die Dokumentation Damals nach der DDR geschrieben. Dabei handelt es sich um eine vom Mitteldeutschen Rundfunk produzierte, vierteilige Dokumentation. Während dieser Dokumentation werden in einer Art Zeitreise, mit Hilfe von sieben Stationen, die ersten Jahre nach dem Mauerfall dargestellt. Ausgestrahlt wurden alle vier Teile am 13. September 2010 um 21:10 Uhr im Ersten.

## Inhalt
| „Dieser Augenblick, dieser wunderbare Traum von Glück; und wie wünsch ich ihn zurück. Dieser Augenblick, dieser wunderbare Traum von Glück, doch was bleibt davon zurück? Was haben wir erreicht und nicht versäumt? Was dumm verspielt und was verträumt?“ – Refrain, Originalauszug | Der Liedtext zu Dieser Augenblick ist in deutscher Sprache verfasst. Getextet wurde das Stück von Heppner, für die Komposition war Alvarez-Brill verantwortlich. Bei der GEMA ist für das Lied zusätzlich der Arbeitstitel Damals nach der DDR registriert. Musikalisch bewegt sich das Lied in den Bereichen der elektronischen Tanzmusik und der Popmusik, stilistisch im Bereich des Dance-Pops. Aufgebaut ist das Lied auf zwei Strophen und einem Refrain zwischen den Strophen sowie nach der zweiten Strophe. Im Lied geht es darum, wie schön die „Schicksalsnacht“ (Fall der Berliner Mauer) vor 20 Jahren für Deutschland gewesen sei. Es sei eine Befreiung gewesen, von der keiner dachte, dass sie wahr werden würde. Sie sprechen vom „wunderbaren Traum von Glück“. Gleichzeitig stellen sie die Frage, was das wiedervereinte deutsche Volk in den letzten 20 Jahren geschaffen habe und ob das bereits alles sei. Damit wollen Alvarez-Brill und Heppner zum Ausdruck bringen, dass Deutschland auf einem guten Weg, aber noch nicht am Ende der Wiedervereinigung sei. |

## Mitwirkende
Liedproduktion
- José Alvarez-Brill: Komposition, Musikproduktion
- Peter Heppner: Gesang, Liedtext

Unternehmen
- Edition Pleasure Park: Verlag
- Hanseatic Musikverlag: Verlag
- pH-Werk Musikverlag: Verlag
- Pleasurepark Studios: Tonstudio
- Warner Bros. Records: Musiklabel, Vertrieb

## Rezensionen
Ein Rezensent vom ehemaligen deutschsprachigen Serienportal Fernseh Serien auf DVD bewertete Damals nach der DDR mit vier von fünf Punkten und fand dabei den Titelsong „unbedingt“ erwähnenswert, mit einem Text und einer Melodie, die einfach nur unter die Haut gehe.